# Heliconia peteriana
Heliconia peteriana är en enhjärtbladig växtart som beskrevs av Abalo och G.Morales. Heliconia peteriana ingår i släktet Heliconia och familjen Heliconiaceae. Inga underarter finns listade.